# Smaklösa

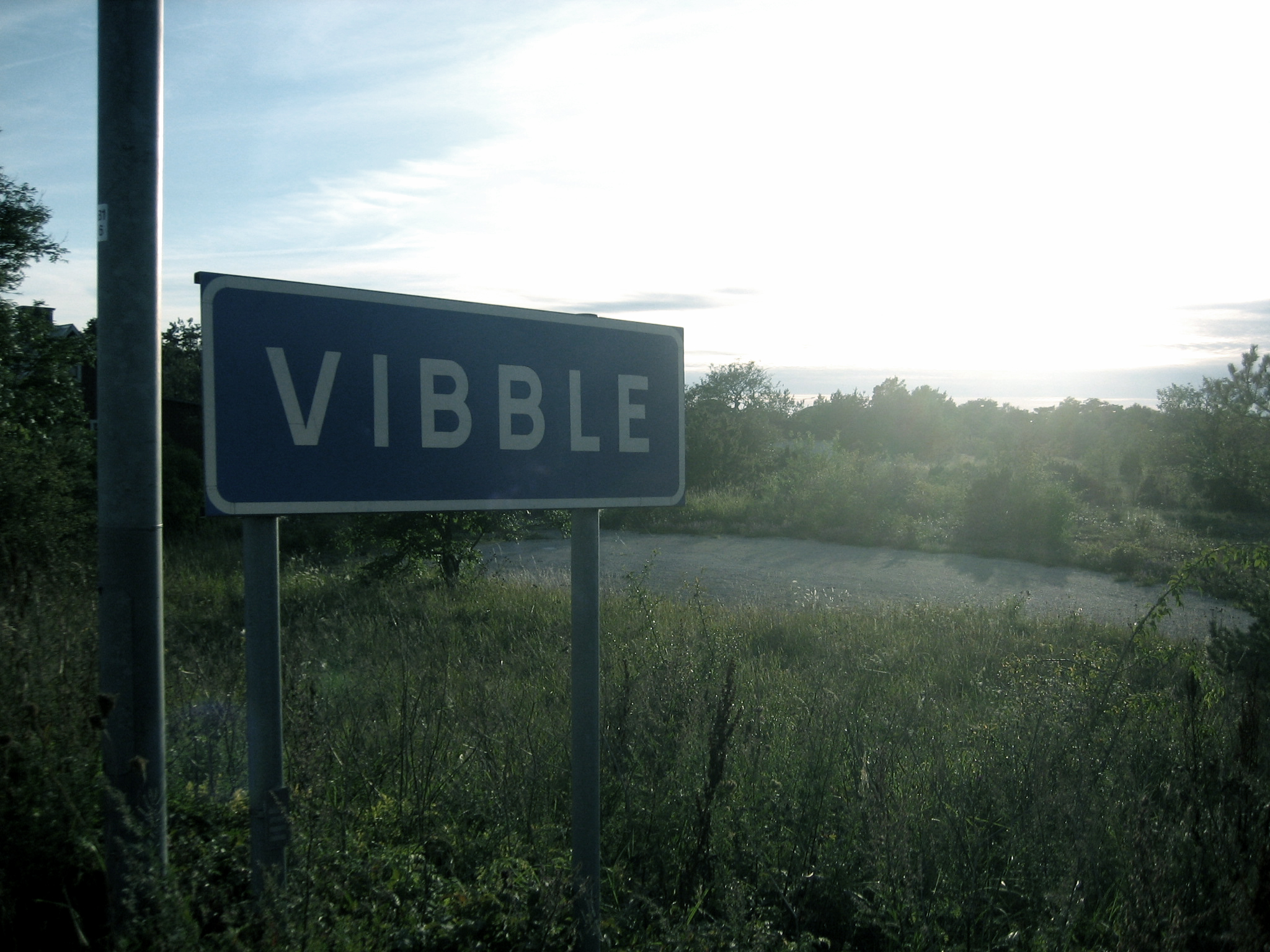
Tätorten Vibble, även kallad "Visbys enda förort", förekommer i flera av Smaklösas låtar.

Smaklösa är ett band från Gotland. Deras eget skivbolag heter Tasteless Records. Musiken bygger mycket på 1960- och 1970-talslåtar, medan texterna alltid är egna. Ett stort antal gotländska företeelser får en ny innebörd, tolkade genom Smaklösas något säregna perspektiv. Bandets motto är "Det är fegt att repetera". Detta kompenseras genom den spontanitet och improvisationsförmåga bandet uppvisar på scen och skiva.

## Historia
Smaklösa scendebuterade 1973 på Borgens Musikcafé i Visby med den egna låten "Morgon på Norderstrand" samt med en (av publiken mindre uppskattad) tolkning av Elvis Presleys "Love Me Tender". Smaklösa fick året efter vara med på en liveskiva med just "Morgon på Norderstrand". Smaklösa fick på 1990-talet även asteroiden 7545 Smaklösa, upptäckt av den gotländska astronomen Claes-Ingvar Lagerkvist, uppkallad efter sig. 1995 fick Smaklösa Gotlands Tidningars kulturpris. Medlemmarna har också valts till hedersledamöter i Gotlands nation i Uppsala samt i Gotlands nation i Linköping.
År 2006 fick Smaklösa – efter 33 års spelande – som första pop/rockgrupp Gotlands kommuns kulturpris. Priset motiverades bland annat med följande: "Årets kulturpristagare har, så som få, en verkligt bred förankring i det gotländska samhället. Både unga som gamla fyller lokaler, bygdegårdar, arenor eller hem där kulturpristagaren framträder. Med sin omisskänneliga stil, sin spontanitet och tydliga koppling till Gotland i språk och ofta aktuella texter har kulturpristagaren inte bara blivit älskad på hemmaplan utan även gjort Gotland känt och uppskattat runt om i landet. Kultur- och fritidsnämnden har beslutat att tilldela 2006 års gotländska kulturpris till gruppen Smaklösa – känd av alla varför ingen närmare presentation behövs. Det är bara att blunda och njuta eller hålla för öronen."
Bandet fick 2009 ett eget museum i Västergarn 25 kilometer söder om Visby, inrymt i en gammal bensinmack och telefonhytt. Det minimalistiska museet rymmer diverse föremål ur Smaklösas nästan fyrtio år långa karriär, bland annat en trasig gitarr. Bandet spelar oftast på Gotland men gör även ett antal spelningar per år på fastlandet, framför allt i Uppsala-och i Stockholmstrakten. 2010 utlandsdebuterade Smaklösa med en spelning i Goa i Indien.
I maj 2011 spelade Smaklösa på Fåröfärjan under den sju minuter långa överfarten mellan Fårösund och Fårö medan Radio Gotland sände live och ordnade räkfrossa.
Under 2024 genomförde Smaklösa en omfattande turné över hela Gotland med 16 spelningar. Turnén, som fick namnet Nattöppet, inleddes fredagen den 13 september 18:00 vid Fårö fyr och avslutades lördagen den 14 september 05:45 vid Hoburgen.
År 2025 samarbetar Smaklösa med Gotlands kollektivtrafik i en kampanj för Gruppbiljetten, där deras låt Moonboots på Hemse används i marknadsföringen. Under sommaren genomför de turnén Avstängda från musikskolan med spelningar på bland annat Tofta, Burs, Gothem och Visby.

## Texter
I sina texter har Smaklösa utförligt behandlat frågor kring bilism och fordonsinnehav, vilket är mest framträdande i låtarna "Min Amazon", "Tre hjul kvar på min PV" och "Bro bilskrot". Dessa teman kontrasterar mot de mer humoristiskt samhällskritiska verken "Gotlandslinjen" och "Vibble by the Sea", vari den gotländska kollektivtrafiksituationen ingående granskas. "Rune ifrån Rone" och "Traktorhjulen" berör Gotlands jordbruksarv och bondens levnadsomständigheter på ett jordnära sätt, medan verk som "Det regnar kor" och "Vängerock" närmar sig surrealismen. De populära låtarna "Torskdansen" och "Traktorhjulen" närmar sig barnvisans enkla texter och framförs tillsammans med publiken som gör rörelser.

## Kultstatus
Smaklösas kultstatus på hemön baserar sig lika mycket på bandets anarkistiska och innovativa infall som på skivor och scenframträdanden. Exempel som kan nämnas är spridningen av ett mindre antal skivor utan sång som inblandades i den ordinarie produktionen "Irène Förtvivlan" 1984. Den som fick en sådan skiva fick ett besök av bandet, som sjöng till skivan live. Vidare produktionen av världens kanske första rockdia. Detta är ett slags alternativ till en musikvideo, fast med en serie diabilder. 1982 släpptes låten "Goding från Gothem" på EP, med tillhörande diaram innehållandes sammanlagt 28 diabilder vars motiv passar texten till låten. När det är dags att klicka fram nästa bild hörs en "signal" i låten. Ett tredje exempel är när Smaklösa anordnar "Ring så spelar vi", vilket innebär att alla som ringer bandet under en dag får en spelning hemma hos sig (bestående av en låt och ett extranummer).

## Bandmedlemmar
Nuvarande
- Pelle Sundberg (Sundba) - Sång och trumpet
- Stefan Ene (Ene) - Gitarr
- Lennart Jacobsson (Jaken) - Trummor
- Ulf Grönhagen (Ulfen/Grönis) - Keyboard
- Roland Löfqvist Sommestad (Rolle) - Bas
- Hans Lyttkens - Gitarr

1980-1986
- Rolf Viberg (Roffa) - Bas

1973-1976
- Leif Duveborg - Gitarr

## Diskografi

### Skivor
- Vad gör egentligen algerna på vintern, samlingsskiva live (1974) - LP (Smaklösa gör en av låtarna)
- Goding ifrån Gothem (1982) - EP
- Rune ifrån Rone  (1983) - EP
- I ren förtvivlan (1984) - EP
- Schysste harmar (1985) - EP
- Mitt album (1987) - dubbel-EP
- Jul med Smaklösa (1988) - EP
- Repar i lacken (1991) - LP
- Stinn av musik (1994) - CD-album
- Mer eller mindre (1995) CD-album
- Gott, drygt, nyttigt samlingsskiva, samtliga EP (1996) dubbel-CD-album
- Desperado (1999) CD-album (speltid som EP)
- Det regnar kor (2003) CD-album
- Mördarsnigel (2008) dubbel-CD-album
- Moonboots på Hemse (2016) CD-album

### Kassett
- Skrik och skrän (1990)[11]

### DVD
- Filmisar (2008)